# Eiskellerberge-Os bei Malchow
Eiskellerberge-Os bei Malchow ist ein Naturschutzgebiet im Norden des Landkreises Uckermark in Brandenburg. Es liegt hauptsächlich nördlich von Malchow, einem Ortsteil der Gemeinde Göritz, dazu gibt es vier kleinere Teilflächen zwischen Göritz und Dauer. Es handelt sich um einen gut erhaltenen, überwiegend offenen Oszug mit artenreichen kontinentalen Trocken- und Halbtrockenrasen und bemerkenswerten Pflanzenvorkommen. Das 5,16 ha große Gebiet, das bis auf ein Teilgebiet östlich der B 109 liegt, steht seit dem 4. Juni 2004 unter Naturschutz.